# Прогресс М-17М
Прогресс М-17М — транспортный грузовой космический корабль (ТГК) серии «Прогресс», запущенный к Международной космической станции. 49-й российский корабль снабжения МКС. Серийный номер 417.

## Цель полёта
Доставка на МКС более 2300 кг различных грузов, в числе которых продукты питания (стандартный продуктовый набор для космонавтов: лимоны, апельсины, зеленые яблоки, лук и чеснок), подарки, топливо в баках системы дозаправки, вода для системы «Родник», медицинское оборудование, белье,
средства личной гигиены, а также оборудование для научных экспериментов, проводимых на станции. Доставка на МКС оборудования для американского сегмента станции, в том числе продукты питания, средства санитарно-гигиенического обеспечения.

## Хроника полёта
- 31.10.2012, в 11:41:18 (MSK), 07:41:18 (UTC) — запуск с космодрома Байконур;
- 31.10.2012, в 17:33:46 (MSK), 13:33:46 (UTC) — осуществлена стыковка с МКС к стыковочному узлу на агрегатном отсеке служебного модуля «Звезда».Сближение транспортного корабля со станцией выполнялось по четырёхвитковой схеме в автоматическом режиме;
- 22.02.2013 Был осуществлен манёвр подъёма орбиты станции для того, что бы обеспечить наилучшие условия для осуществления посадки корабля Союз ТМА-06М[2];
- 21.03.2013 Осуществлён манёвр подъёма орбиты в рамках подготовки к полёту корабля Союз ТМА-08М. В результате манёвра длительностью 673 секунды орбита МКС была поднята на 2.6 км[3].
- 21.04.2013 затоплен в Тихом океане.

## Перечень грузов
Суммарная масса всех доставляемых грузов: 2397 кг
| Название | Масса (кг) |
| --- | ---------- |
| Топливо в баках системы дозаправки | 683        |
| Газ в баллонах средств подачи кислорода (СрПК): |            |
| Кислород | 28         |
| Воздух | 19         |
| Вода в баках системы «Родник» | 420        |
| Грузы, доставляемые в герметичном отсеке (суммарная масса — 1247 кг): |            |
| Оборудование для систем: |            |
| водообеспечения | 37         |
| обеспечения теплового режима | 18         |
| обеспечения газового состава | 12         |
| управления бортовой аппаратурой | 0,28       |
| электропитания | 17         |
| технического обслуживания и ремонта | 9          |
| Средства освещения | 8          |
| Средства противопожарной защиты | 9          |
| Средства медицинского обеспечения | 345        |
| Санитарно-гигиеническое оборудование | 128        |
| Средства обеспечения пищей | 378        |
| Космическая технология и материаловедение | 16         |
| Оборудование для ФГБ «Заря» | 9          |
| Оборудование для СО-1 «Пирс» | 4          |
| Оборудование для МИМ-1 «Рассвет» | 62         |
| Оборудование для различных научных экспериментов: «Дальность», «Типология», «Асептик», «Каскад», «Биоэмульсия», «Конъюгация», «Константа», «БИФ», «Арил», «ОЧБ», «Мембрана», «Плазменный кристалл-3 Плюс» | 9          |
| Бортдокументация, посылки экипажу, символика, аппаратура для фото-видеооборудования | 18         |
| Комплект предметов для российских членов экипажа | 112        |
| Оборудование для американского сегмента, в том числе продукты питания, предметы санитарно-гигиенического обеспечения                                                                                      | 56         |

## Фотогалерея

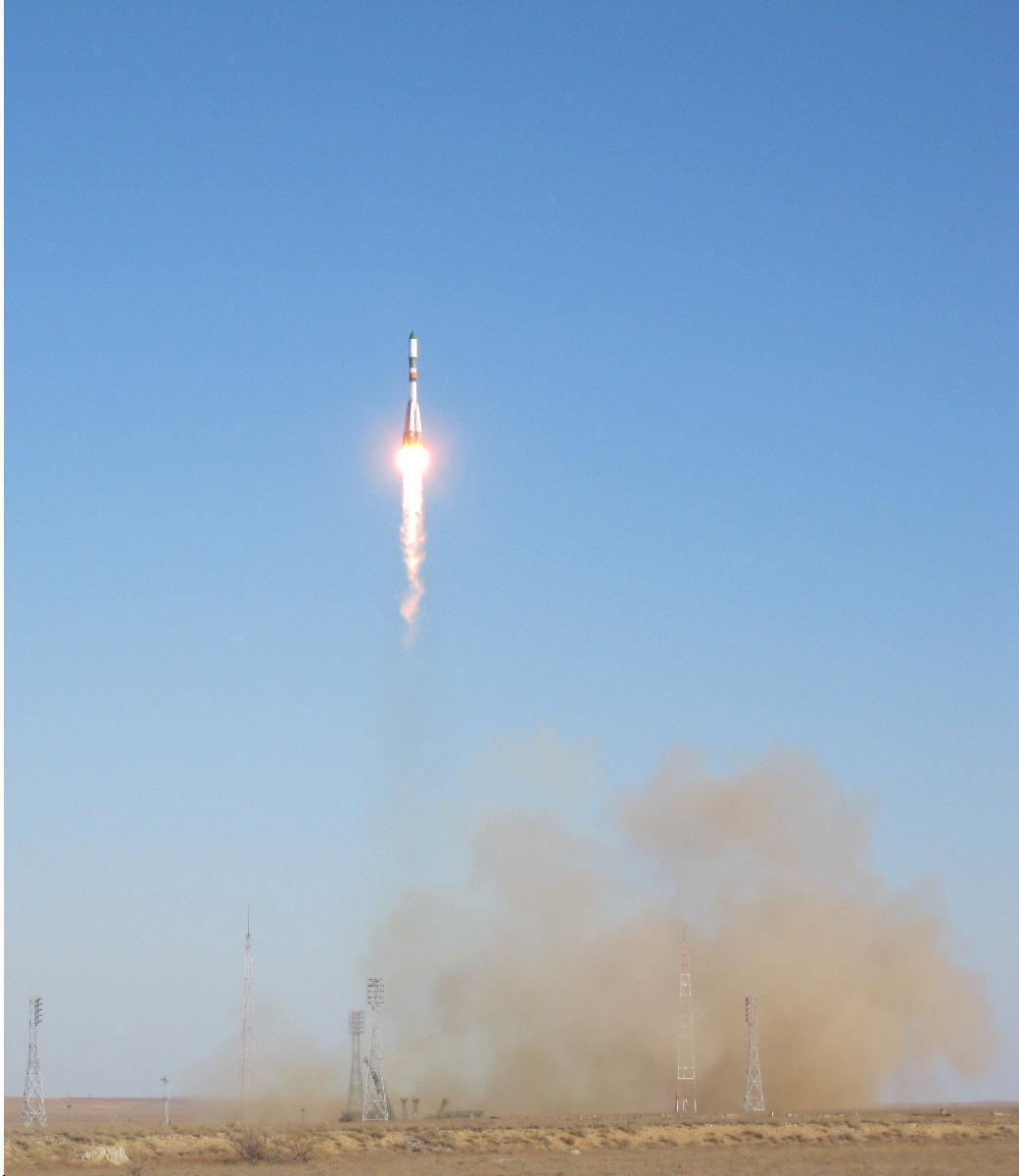
Запуск корабля ТГК Прогресс М-17М
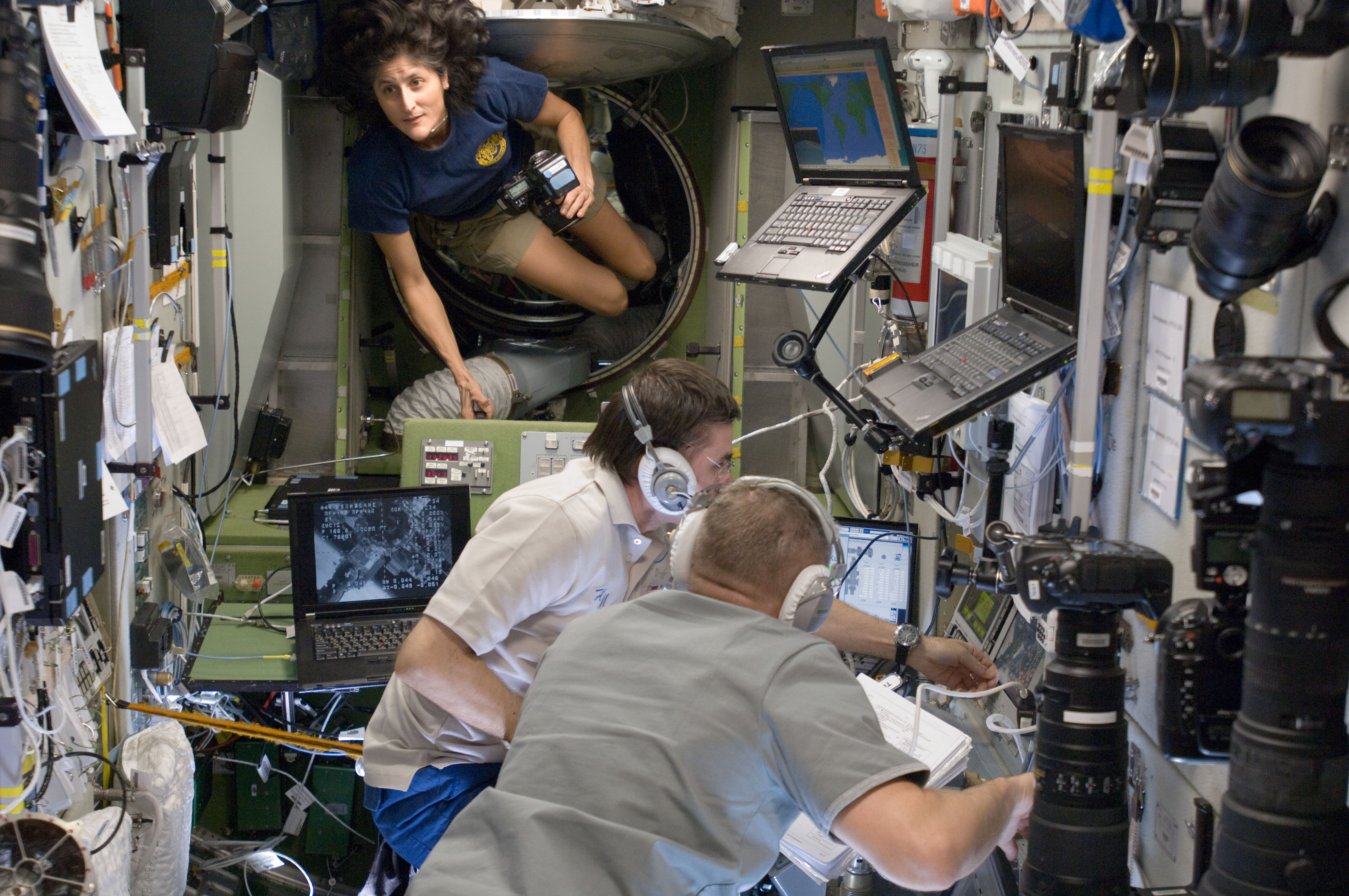
Юрий Маленченко и Олег Новицкий у монитора данных на ТОРУ контролируют подход ТГК Прогресс М-17М к МКС
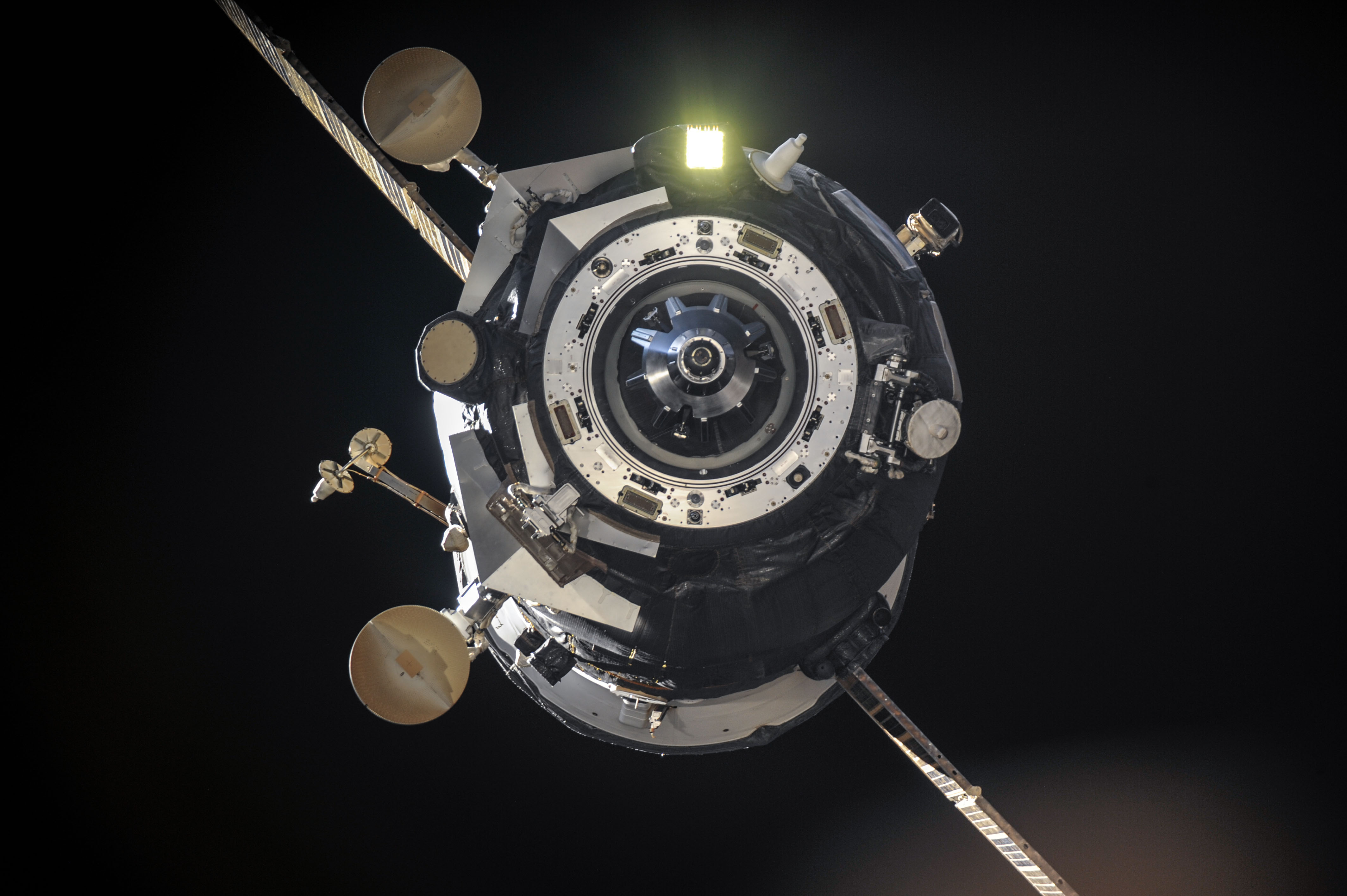
ТГК «Прогресс М-17М» перед стыковкой с МКС 15 апреля 2013